# Пісняр-лісовик лусійський
Пісняр-лісовик лусійський (Setophaga delicata) — вид горобцеподібних птахів родини піснярових (Parulidae). Поширений на Малих Антильських островах.

## Поширення
Ендемік острова Сент-Люсія. Мешкає у гірських тропічних лісах.

## Опис
Дрібний птах, завдовжки до 12,5 см. Верхня частина тіла в основному блакитно-сіра, а нижня частина тіла і горло насичено-жовті. У нього також є жовті широкі надбрівні смуги, які тягнуться до лорума та півмісяців із чорним нижнім краєм під очима. Крім того, він має тонку чорну лінію над верхніми смугами крил і дві білі смуги на крилах. Його дзьоб загострений і чорнуватий.

## Спосіб життя
Раціон складається в основному з комах та інших членистоногих. Годується на нижчих ярусах лісу і часто в підліску. Пари залишаються на одній території цілий рік. Інформація про репродуктивну поведінку відсутня.